# Henry Morgan (comediante)
Henry Morgan (31 de marzo de 1915 – 19 de mayo de 1994) fue un humorista estadounidense, conocido principalmente por su trabajo radiofónico y televisivo, este último como panelista regular del concurso I've Got a Secret. 

## Radio
Su verdadero nombre era Henry Lerner Van Ost, Jr., y nació en la ciudad de Nueva York. Era primo segundo del letrista y libretista teatral Alan Jay Lerner.
Su carrera en la radio empezó como mensajero de la emisora de Nueva York WMCA en 1932 tras lo cual se ocupó en diferentes trabajos, entre ellos el de locutor. Los directivos radiofónicos consideraban su apellido como muy exótico y difícil de pronunciar, por lo que querían que utilizara como nombre profesional "Morgan", algo a lo que él se negaba, alegando que locutores de éxito como Harry von Zell o Westbrook Van Voorhis no se lo habían cambiado. Finalmente hubo de ceder para no perder su trabajo, empezando de ese modo una larga historia de discusiones entre Morgan y los ejecutivos de los medios.
En 1940 le ofrecieron una serie de humor de 15 minutos en la principal emisora del Mutual Broadcasting System, WOR (AM). En el programa mezclaba improvisaciones punzantes, satirizando las manías de la vida diaria, con Novelty Songs, entre ellas las de Spike Jones.
Otro blanco de sus sátiras eran sus propios patrocinadores. Se dio el caso de que unos de ellos decidió cancelar su apoyo al programa, decisión que cambió más adelante al comprobar que las sátiras habían elevado las ventas de sus productos. Uno de los incidentes con los patrocinadores fue incorporado, aunque con nombres cambiados, a la película de 1957 A Face in the Crowd, en la cual Andy Griffith interpretaba a un iconoclasta presentador de radio y televisión.  
Más adelante Morgan pasó a la ABC en un programa semanal de media hora en el cual hacía objeto de sus sátiras a las revistas populares, las series, las escuelas, la BBC, el béisbol, los centros turísticos y otros diversos temas. 
La ABC proporcionó a Morgan su primer trabajo televisivo como presentador de una serie de variedades, On The Corner, producida en la emisora afiliada WFIL-TV de Filadelfia y emitida en el verano de 1948. 
Morgan tuvo muchos admiradores destacando entre ellos los escritores Robert Benchley y James Thurber, los humoristas radiofónicos Fred Allen, Jack Benny y Fanny Brice, el futuro presentador de Today Show Dave Garroway, y Red Skelton. Morgan, por su parte, afirmaba que Allen era su primera influencia, y Allen le invitó a menudo a participar en su show radiofónico, destacando especialmente un número llevado a cabo en el Fred Allen Show en 1949 junto a Jack Benny. Además, la firma de Morgan apareció en tres números de la revista MAD en los años 50.
Otro de sus partidarios fue Arnold Stang, que trabajó como uno de colaboradores en los shows de la ABC, y que más adelante fue conocido por dar voz al personaje de Hanna-Barbera Don Gato.

## Lista negra
Morgan formó parte, durante un breve tiempo, de la lista negra al aparecer su nombre en el infame panfleto anticomunista Red Channels. El que Morgan fuera un simpatizante comunista era una afirmación muy dudosa y, según algunas fuentes, aparecería en las listas como consecuencia de la afiliación izquierdista de su anterior esposa Por su parte, Morgan revelaba en sus memorias que uno de sus primos había sido miembro del Partido Comunista hasta que el Pacto Ribbentrop-Mólotov le hizo romper con la formación, y que ese primo había dicho a los investigadores que Morgan no había sido miembro del partido. La situación de Morgan se aclaró rápidamente y retomó su carrera en el medio radiotelevisivo.

## So This Is New York
Morgan hizo una película en la que tuvo el papel principal, la sofisticada comedia producida por Stanley Kramer So This Is New York (1948), en la cual trabajaba Arnold Stang y que era una adaptación libre de la novela de 1920 de Ring Lardner The Big Town. Aunque Morgan y el film cosecharon buenas críticas, el resultado con el público no fue tan positivo como el logrado en su trabajo radiofónico y televisivo. 
Morgan igualmente encarnó al ayudante del fiscal de distrito Burton Turkus en la película de 1960 El sindicato del crimen, cinta en la cual también actuaban Stuart Whitman, May Britt y Peter Falk. Un año antes presentó el programa televisivo en redifusión Henry Morgan and Company, de corta trayectoria, y que según All-Movie Guide era en cierto modo precursor del estilo televisivo irreverente de David Letterman.

## Morgan'sSecret
En junio de 1952 Morgan inició la que iba a ser su actividad televisiva más conocida, al ser invitado a participar en el show de la CBS I've Got a Secret, producido por Mark Goodson y Bill Todman. El trabajo de Morgan en el programa estuvo marcado por sus periódicas quejas sobre las supuestas horribles condiciones en las cuales tenía que trabajar. 
Finalmente trabajó en el programa a lo largo de sus catorce temporadas originales, y también se sumó a sus dos reposiciones: una en redifusión en 1972, y otra en una breve campaña veraniega para la CBS en 1976.

## Otras actividades
Morgan siguió con las actuaciones radiofónicas, sobre todo con el show de fin de semana de la NBC Monitor (1955-1970), en el cual también se emitían las últimas actuaciones de los personajes radiofónicos Fibber McGee and Molly, antes de fallecer Marian Jordan. También fue panelista de otros concursos producidos por Goodson y Todman, entre ellos What's My Line?, To Tell the Truth y Match Game. 
Morgan también presentó durante un tiempo un concurso en la radio, Sez Who, en 1959. Entre los panelistas se encontraban los humoristas Joey Adams y Orson Bean, la actriz y modelo Dagmar, y el futuro coprotagonista de La isla de Gilligan Jim Backus. En 1964-1965 a Morgan se le vio en ocasiones en That Was The Week That Was. También participó con asiduidad en los primeros años de The Tonight Show Starring Johnny Carson, y fue miembro regular del reparto de la serie My World and Welcome to It (1969), basada en los dibujos de James Thurber.
En la década de 1970 escribió comentarios humorísticos para revistas de difusión nacional. En los primeros años 80 su carrera en la radio se revitalizó en su nativa Nueva York gracias a sus comentarios de dos minutos y medio The Henry Morgan Show, emitidos dos veces al día en la WNEW-AM (actual WBBR) a partir de enero de 1981, y al año siguiente hizo el show de la tarde de los sábados Morgan and the Media para la WOR (AM). 
Su última actuación televisiva tuvo lugar en la serie emitida por cable Talk Live, a principios de 1994. Pocas semanas después Henry Morgan falleció a causa de un cáncer de pulmón en Nueva York. Tenía 79 años de edad.

## Audio
- The Henry Morgan Show (diez episodios)
- Henry Morgan presentando Monitor (segmento de 30 minutos)
- Here's Morgan